# الاتحاد الوطني للتضامن والتنمية
الاتحاد الوطني للتضامن والتنمية (بالفرنسية: Union Nationale pour la Solidarité et le Developpement)‏ كان حزبًا سياسيًا في بنين بقيادة أدولف بياو.

## التاريخ
تأسس الحزب في عام 1995،  وخاض الانتخابات البرلمانية في ذلك العام كجزء من تحالف الحرباء، جنبًا إلى جنب مع جبهة الإنقاذ الوطني والحزب الديمقراطي من أجل الاتحاد الوطني واتحاد قوى التقدم.  حصل التحالف على 1.5٪ من الأصوات وفاز بمقعد واحد.  حصل بياو المقعد الوحيد. 
شكل الحزب تحالفًا مع حزب التجمع من أجل التقدم والتجديد قبل انتخابات 1999. حصل الحزبان على 2.2٪ من الأصوات، وفازوا بمقعد واحد،  حصل فالنتين أديتي هودي من حزب التجمع على المقعد. 